# Кальцолари, Энрико
Энрико Кальцолари (итал. Enrico Calzolari; в России под именем Генрих Кальцолари; 22 февраля 1823, Парма — 1 марта 1888, Милан) — оперный певец (лирический тенор).
Дебютировал в миланском театре «Ла Скала» в 1845.
В 1840-1850-е годах пел в оперных театрах Вены, Мадрида, Парижа, Брюсселя, Лондона, ряда итальянских городов.
С 1857 по 1875 год солист Императорской итальянской оперы в Санкт-Петербурге, последние пять лет также профессор Санкт-Петербургской консерватории.
В 1875 году вернулся в Италию.
В качестве особых удач Кальцолари современная ему критика отмечала партии в операх «Пуритане», «Сомнамбула», «Дон Жуан», «Трубадур», «Норма» Паолино в "Тайном браке" Чимарозы и др.

## [1]Ссылки
- Соловьёв Н. Ф. Кальцолари, Генрих // Энциклопедический словарь Брокгауза и Ефрона : в 86 т. (82 т. и 4 доп.). — СПб., 1890—1907.